# Cristian Sain
Cristian Carlos Iván Sain (General Pico, Provincia de La Pampa, Argentina; 23 de marzo de 1993) es un futbolista argentino. Juega como marcador central, aunque también puede desempeñarse como lateral por izquierda, y su primer equipo fue Colón de Santa Fe. Actualmente milita en Ferro de General Pico del Torneo Federal A.

## Clubes
| Club                   | País      | Año        |
| ---------------------- | --------- | ---------- |
| Ferro de General Pico  | Argentina | Inferiores |
| Colón de Santa Fe      | Argentina | 2013-2016  |
| Brown de Puerto Madryn | Argentina | 2016-2017  |
| Ferro de General Pico  | Argentina | 2017-2019  |
| Crucero del Norte      | Argentina | 2019-2020  |
| Chacaritas             | Ecuador   | 2021       |
| Atlético San Jorge     | Argentina | 2021-2023  |
| Ferro de General Pico  | Argentina | Actualidad |

### Estadísticas
- Actualizado al 13 de febrero de 2022

| Club                         | Div.                | Temporada           | Liga | Liga | Copa Nacional | Copa Nacional | Copa Internacional | Copa Internacional | Total | Total |
| Club                         | Div.                | Temporada           | PJ   | G    | PJ            | G             | PJ                 | G                  | PJ    | G     |
| ---------------------------- | ------------------- | ------------------- | ---- | ---- | ------------- | ------------- | ------------------ | ------------------ | ----- | ----- |
| Colón Argentina              |                     |                     |      |      |               |               |                    |                    |       |       |
| 1.ª                          | 2012/13             | 0                   | 0    | -    | -             | -             | -                  | 0                  | 0     |       |
| 1.ª                          | 2013/14             | 10                  | 0    | -    | -             | -             | -                  | 10                 | 0     |       |
| 2.ª                          | 2014                | 0                   | 0    | 0    | 0             | -             | -                  | 0                  | 0     |       |
| 1.ª                          | 2015                | 3                   | 0    | 0    | 0             | -             | -                  | 3                  | 0     |       |
| 1.ª                          | 2016                | 3                   | 0    | 1    | 0             | -             | -                  | 4                  | 0     |       |
| Total                        | Total               | 16                  | 0    | 1    | 0             | -             | -                  | 17                 | 0     |       |
| Brown (PM) Argentina         |                     |                     |      |      |               |               |                    |                    |       |       |
| 2.ª                          | 2016/17             | 19                  | 0    | 1    | 0             | -             | -                  | 20                 | 0     |       |
| Total                        | Total               | 19                  | 0    | 1    | 0             | -             | -                  | 20                 | 0     |       |
| Ferro (GP) Argentina         |                     |                     |      |      |               |               |                    |                    |       |       |
| 3.ª                          | 2017/18             | 16                  | 0    | 2    | 0             | -             | -                  | 18                 | 0     |       |
| 3.ª                          | 2018/19             | 10                  | 0    | -    | -             | -             | -                  | 10                 | 0     |       |
| Total                        | Total               | 26                  | 0    | 2    | 0             | -             | -                  | 28                 | 0     |       |
| Crucero del Norte Argentina  |                     |                     |      |      |               |               |                    |                    |       |       |
| 3.ª                          | 2019/20             | 17                  | 0    | 1    | 0             | -             | -                  | 18                 | 0     |       |
| Total                        | Total               | 17                  | 0    | 1    | 0             | -             | -                  | 18                 | 0     |       |
| Chacaritas · Ecuador         |                     |                     |      |      |               |               |                    |                    |       |       |
| 2.ª                          | 2021                | 1                   | 0    | -    | -             | -             | -                  | 1                  | 0     |       |
| Total                        | Total               | 1                   | 0    | -    | -             | -             | -                  | 1                  | 0     |       |
| Atlético San Jorge Argentina |                     |                     |      |      |               |               |                    |                    |       |       |
| 4.ª                          | 2021/22             | 9                   | 2    | -    | -             | -             | -                  | 9                  | 2     |       |
| Total                        | Total               | 9                   | 2    | -    | -             | -             | -                  | 9                  | 2     |       |
| Total en su carrera          | Total en su carrera | Total en su carrera | 88   | 2    | 5             | 0             | -                  | -                  | 93    | 2     |

## Palmarés
| Título                     | Club              | País      | Año  |
| -------------------------- | ----------------- | --------- | ---- |
| Ascenso a Primera División | Colón de Santa Fe | Argentina | 2014 |